# Communauté de communes Brioude Sud Auvergne
Die Communauté de communes Brioude Sud Auvergne ist ein französischer Gemeindeverband mit der Rechtsform einer Communauté de communes im Département Haute-Loire der Region Auvergne-Rhône-Alpes. Sie wurde am 28. Dezember 1999 gegründet und umfasst 27 Gemeinden. Der Sitz der Verwaltung befindet sich im Ort Brioude.

## Historische Entwicklung
Mit Wirkung vom 1. Januar 2017 trat ein Großteil der Gemeinden der aufgelösten Communauté de communes du Pays de Blesle dem Gemeindeverband bei.
Mit Wirkung vom 1. Januar 2018 wurde der ursprünglich als Communauté de communes du Brivadois gegründete Gemeindeverband auf die aktuelle Bezeichnung umbenannt. Außerdem traten die Gemeinde Agnat von der Auzon Communauté und die Gemeinden Frugières-le-Pin und Saint-Ilpize von der Communauté de communes des Rives du Haut Allier zum hiesigen Verband über.

## Mitgliedsgemeinden
| Gemeinde                                    | Einwohner 1. Januar 2022 | Fläche km² | Dichte Einw./km² | Code INSEE | Postleitzahl |
| ------------------------------------------- | ------------------------ | ---------- | ---------------- | ---------- | ------------ |
| Agnat                                       | 171                      | 19,65      | 9                | 43001      | 43100        |
| Autrac                                      | 51                       | 8,46       | 6                | 43014      | 43450        |
| Beaumont                                    | 263                      | 12,03      | 22               | 43022      | 43100        |
| Blesle                                      | 618                      | 29,80      | 21               | 43033      | 43450        |
| Bournoncle-Saint-Pierre                     | 1.051                    | 16,16      | 65               | 43038      | 43360        |
| Brioude                                     | 6.523                    | 13,52      | 482              | 43040      | 43100        |
| Chaniat                                     | 164                      | 13,93      | 12               | 43055      | 43100        |
| Cohade                                      | 868                      | 9,99       | 87               | 43074      | 43100        |
| Espalem                                     | 326                      | 14,62      | 22               | 43088      | 43450        |
| Fontannes                                   | 878                      | 9,77       | 90               | 43096      | 43100        |
| Frugières-le-Pin                            | 182                      | 11,57      | 16               | 43100      | 43230        |
| Grenier-Montgon                             | 111                      | 5,01       | 22               | 43103      | 43450        |
| Javaugues                                   | 177                      | 6,98       | 25               | 43105      | 43100        |
| Lamothe                                     | 828                      | 12,24      | 68               | 43110      | 43100        |
| Lavaudieu                                   | 245                      | 17,54      | 14               | 43117      | 43100        |
| Léotoing                                    | 214                      | 19,56      | 11               | 43121      | 43410        |
| Lorlanges                                   | 423                      | 14,49      | 29               | 43123      | 43360        |
| Lubilhac                                    | 102                      | 24,09      | 4                | 43125      | 43100        |
| Paulhac                                     | 607                      | 8,40       | 72               | 43147      | 43100        |
| Saint-Beauzire                              | 453                      | 23,46      | 19               | 43170      | 43100        |
| Saint-Étienne-sur-Blesle                    | 54                       | 17,65      | 3                | 43182      | 43450        |
| Saint-Géron                                 | 244                      | 10,76      | 23               | 43191      | 43360        |
| Saint-Ilpize                                | 193                      | 11,81      | 16               | 43195      | 43380        |
| Saint-Just-près-Brioude                     | 397                      | 46,94      | 8                | 43206      | 43100        |
| Saint-Laurent-Chabreuges                    | 253                      | 8,27       | 31               | 43207      | 43100        |
| Torsiac                                     | 65                       | 9,06       | 7                | 43247      | 43450        |
| Vieille-Brioude                             | 1.245                    | 27,70      | 45               | 43262      | 43100        |
| Communauté de communes Brioude Sud Auvergne | 16.706                   | 423,46     | 39               | –          | –            |